# Нижний Сатис

## География
Нижний Сатис — сельский посёлок в Темниковском районе Республики Мордовия. Входит в состав Русско-Тювеевского сельского поселения.
Расположен в 20 километрах к северу-западу от города Темников, на правом берегу при слиянии рек Мокша и Сатис. Соединён грунтовыми просёлочными дорогами с деревней Вещерка Нижегородской области (2 км) и посёлком Торжок Нижегородской области (0,7 км), в 1,5 километрах расположен дом отдыха «Дубки».
Владельцами личных приусадебных хозяйств являются, преимущественно, жители города Саров.

## История до 1917 года
Первые официальные упоминания о посёлке связаны с Саровским монастырём.
...До начала промышленной разработки лесного хозяйства, постоянных лесных кордонов в монастырских владениях не существовало. Первые постоянные пустынки, упомянутые в документах, были связаны с рыболовством. Одна из них — пустынка у впадения Сатиса в Мокшу (Сатисский двор). Она впервые упомянута в летописях монастыря в 1763 году, но существовала и раньше...
В XIX веке экономическое развитие Саровского монастыря продолжалось. Основой его богатства был лес, доход от продажи которого составлял более половины всех поступлений монастыря и не удивительно, что ведению лесного хозяйства уделялось большое внимание. Во владениях монастыря велось строительство большой системы для лесосплава. Строились накопительные пруды на речках Саровка, Ольховка и ручьях Сысов, Шилокшанский... для молевого сплава.
На фоне этого росло и значение Сатисского двора в торговле лесом.
Сатисский двор был конечным пунктом молевого сплава, далее начинался плотовой сплав. 
Так же строились баржи Мокшанки на месте Начаровой усадьбы, было налажено производство древесного угля. В начале XX века развивается скотоводство. 
Престо́льный (хра́мовый) пра́здник - 4 ноября (22 октября по старому стилю) день Казанской иконы Божией Матери (зимняя Казанская)

## История после 1917 года
В период коллективизации конца 20-х, начала 30-х годов XX века, создаётся артель имени Сталина,(на подробной карте конца 30-х имеет такое название, карта сгорела) в которую входит четыре посёлка Нижний Сатис, Романовский, Росстанье, Пильня (деревня Чёрная ?). После XX съезда КПСС в 1956году, меняет название на Сатисский колхоз. 
В самом конце 30-х проходит электрификация посёлков (гидроэлектростанция была построена чуть выше Росстанье ), но после сильного паводка в 1941 гидроэлектростанция выходит из строя, в дальнейшем электричество придёт только в 50-х начале 60-х.. хотя некоторое время было, незаконной по тем временам, подключение от посёлка Заря Горьковской области. 
Был свой двухэтажный Дом Отдыха на Нижнем Сатисе, впоследствии продан и перевезён в рп Вознесенское Горьковской области в качестве районной больницы. 
Некоторое время на землях колхоза экспериментально выращивались бахчевые (поле между Романовским и Росстанье) - арбузы и дыни, по воспоминаниям старожилов - успешно настолько, что поставлялись в Арзамас-75, ныне Саров.
В краеведческом музее г.Темникова есть экспонат - настенный телефон "с динамо"  - он с правления колхоза Нижнего Сатиса.
В 90-х колхоз разваливается, сгорает архив.. В конце 90-х прекращает своё существование посёлок Пильня.

## Современность
В настоящее время в поселке насчитывается более 60 хозяйств, которые используются как дачи. Посёлок делится на пять улиц: Речная, Набережная, Центральная, Зелёная, Островок. Из всех достояний человечества, как-то: объекты социально-культурного назначения, почти вся сфера жилищно-коммунального хозяйства, предприятия и организации систем здравоохранения, образования, дошкольного воспитания; предприятия и организации, связанные с отдыхом и досугом; розничная торговля, общественное питание, сфера услуг, спортивно-оздоровительные учреждения; пассажирский транспорт по обслуживанию населения; система учреждений, оказывающих услуги правового и финансово-кредитного характера (юридические консультации, нотариальные конторы, сберегательные кассы, банки) и др. — в посёлке полностью отсутствуют. Исключение составляет электроснабжение и сотовая связь. Водоснабжение у каждого хозяйства индивидуальное(скважины).